# Benedetto Briosco
Benedetto Briosco (asi 1477 Pavia - 1514 Pavia) byl italský renesanční sochař a architekt, aktivní v Lombardii.
Jeho první zdokumentovanou prací je náhrobek Ambrogia Grifiho (1489) v kostele San Pietro in Gessate v Miláně. Dílo se vyznačuje hrubým realismem. V mládí spolupracoval s Francescem Cazzanigou, a z těchto let pocházejí díla Brivio Monument v Sant'Eustorgio (1489) a Della Torre Monument v Santa Maria delle Grazie (1483-84).
Kolem roku 1492 začal pracovat na sochařské výzdobě Certosa di Pavia. Spolupracoval s Amadeem a po jeho smrti se stal hlavním sochařem hlavního portálu (1501-1507) a náhrobku Giana Viscontiho (pod vedením Romana). V letech 1508-13 pracoval v cremonské katedrále Nanebevzetí Panny Marie a na náhrobku Ludovica II. v cremonském kostele sv. Jana.
Pro milánský dóm vytvořil roku 1492 sochu sv. Anny, nyní umístěnou v katedrálním muzeu. Z roku 1495 pochází dílo Longhignana, původně určené pro kostel San Pietro in Gessate, nyní v Palazzo Borromeo na Isola Bella. V tomto kostele postavil také náhrobek Ambrogia Grifiho.